# Jannik Pohl
Jannik Pohl (Hjørring, 6 aprile 1996) è un calciatore danese, attaccante svincolato.

## Caratteristiche tecniche
È un centravanti.

## Carriera

### Club
Cresciuto nelle giovanili dell'Aalborg, ha esordito in prima squadra il 1º aprile 2016 in occasione del match di campionato vinto 1-0 contro il Nordsjælland.

### Nazionale
Ha giocato in tutte le nazionali giovanili danesi comprese tra l'Under-16 e l'Under-21.

## Statistiche

### Presenze e reti nei club
Statistiche aggiornate al 31 agosto 2018.
| Stagione        | Squadra         | Campionato      | Campionato | Campionato | Coppe nazionali | Coppe nazionali | Coppe nazionali | Coppe continentali | Coppe continentali | Coppe continentali | Altre coppe | Altre coppe | Altre coppe | Totale | Totale | Totale |
| Stagione        | Squadra         | Comp            | Pres       | Reti       | Comp            | Pres            | Reti            | Comp               | Pres               | Reti               | Comp        | Pres        | Reti        | Pres   | Reti   |        |
| --------------- | --------------- | --------------- | ---------- | ---------- | --------------- | --------------- | --------------- | ------------------ | ------------------ | ------------------ | ----------- | ----------- | ----------- | ------ | ------ | ------ |
| 2015-2016       | Aalborg         | SL              | 7          | 1          | CD              | 3               | 0               |                    | -                  | -                  |             | -           | -           | 10     | 1      |        |
| 2016-2017       | Aalborg         | SL              | 19         | 1          | CD              | 1               | 0               |                    | -                  | -                  |             | -           | -           | 20     | 1      |        |
| 2017-2018       | Aalborg         | SL              | 32         | 8          | CD              | 2               | 0               |                    | -                  | -                  |             | -           | -           | 34     | 8      |        |
| lug.-ago. 2018  | Aalborg         | SL              | 6          | 1          | CD              | 0               | 0               |                    | -                  | -                  |             | -           | -           | 6      | 1      |        |
| Totale Aalborg  | Totale Aalborg  | Totale Aalborg  | 64         | 11         |                 | 6               | 0               |                    | 0                  | 0                  |             | 0           | 0           | 70     | 11     |        |
| 2018-2019       | Groningen       | ED              | 1          | 0          | CO              | 0               | 0               |                    | -                  | -                  |             | -           | -           | 1      | 0      |        |
| Totale carriera | Totale carriera | Totale carriera | 65         | 11         |                 | 6               | 0               |                    | 0                  | 0                  |             | 0           | 0           | 71     | 11     |        |